# 4.16 세월호 참사 피해구제 및 지원 등을 위한 특별법
4.16 세월호 참사 피해구제 및 지원 등을 위한 특별법, 줄여서 세월호 배·보상 특별법은 세월호 참사 피해자의 구제를 위해 대한민국 국회에서 2015년 1월 12일에 통과시키고, 1월 28일에 박근혜 대통령이 공포한 법률이다. 

## 제정 과정
- 2015년 1월 7일 : 국회 농림축산식품해양수산위원회 통과
- 2015년 1월 12일 : 국회 본회의 통과
- 2015년 1월 16일 : 정부 이송
- 2015년 1월 28일 : 박근혜 대통령 공포
- 2015년 3월 29일 : 시행

## 피해자 및 희생자 범위
4.16 세월호 참사 진상규명 및 안전사회 건설 등을 위한 특별법과 같이 세월호 참사 당시 세월호에 승선하여 사망하거나 생사가 분명하지 아니한 사람을 희생자로, 세월호 생존자, 희생자 및 세월호 생존자의 배우자·직계존비속·형제자매를 피해자로 한다. 
특별법과 달리 세월호 생존자(구조에 필요한 조치를 하지 않고 탈출한 세월호 선원 제외) 및 희생자와 배우자·직계존비속·형제자매에 준하는 관계가 있다고 인정된 자를 세월호 피해자로 추가 인정한다.

## 4.16세월호참사 배상 및 보상 심의위원회
세월호 참사로 피해를 입은 사람에 대한 배상 및 보상을 심의하기 위해 국무총리 소속으로 4.16세월호참사 배상 및 보상 심의위원회를 설치한다.

## 피해자 및 피해지역 지원 대책
법 3장은 국가등이 피해자의 신체적·정신적·경제적 피해 회복을 위한 지원 대책을 마련하여야 한다고 규정하고 있다. 
법 24조와 25조는 세월호 피해자에게 심리상담과 심리검사 및 정신검사를 지원하도록 한다. 심리지원에서 정한 피해자의 범위에는 세월호 희생자의 직계비속·형제자매의 배우자도 포함된다. 
제28조는 단원고등학교 재학생, 세월호 생존자, 세월호 피해자·생존자의 직계비속·형제자매로서  「초·중등교육법」또는 「고등교육법」에 규정된 학교에 재학중인 자에 대해 수업료를 지원하도록 규정하면서 사고 당시 단원고 2학년 재학생에 대해 대학에서 특별전형을 실시할 수 있도록 하고 있다. 단원고 특별전형은 정원의 1%이내에서 정원외로 선발할 수 있다. 